# Xyris ciliata
Xyris ciliata là một loài thực vật hạt kín trong họ Hoàng đầu. Loài này được Thunb. miêu tả khoa học đầu tiên năm 1821.